# Цэдашиев, Гуродарма Цэдашиевич
Гуродарма Цэдашиевич Цэдашиев (5 ноября 1948 года, село Кункур, Агинский район, Читинская область — 2015) — Председатель исполнительного комитета Агинского Бурятского окружного Совета Бурятская АССР. Глава администрации Агинского Бурятского автономного округа.

## Биография
Родился в 1948 году в селе Кункур Агинского района в семье Цэдаши Базаровича Лхамадиева и Цымжит Намсараевны Далаевой, был старшим из одиннадцати детей. Брат Владимир (род. 1954) — глава администрации Агинского района в 2004—2013 гг.
Муниципальный деятель, заслуженный работник физической культуры Республики Бурятия. В 1967 года работал преподавателем физкультуры Будаланской средней школы. В 1968—1970 гг. служил в Советской Армии. В 1974 году окончил факультет физической культуры Бурятского педагогического института.
В 1968 году женился. В браке со Светланой Батоевной имел троих детей.
В 1974—1981 годах — директор Агинской окружной ДЮСШ. В 1983 году был избран председателем Агинского поселкового Совета народных депутатов. Работал заведующим отделом кинофикации Агинского окрисполкома, заместителем председателя Агинского райисполкома, председателем районной потребкооперации.
С 1990 года — председатель Агинского окрисполкома, С 26 декабря 1991 — Глава администрации Агинского Бурятского автономного округа. Отправлен в отставку 13 января 1996 года по собственному желанию.
Избирался депутатом Агинского поселкового, районного, окружного Советов народных депутатов. Депутат Читинской областной Думы 1-го созыва (1994—1996), член постоянного комитета по вопросам законодательных предположений.
В 1997—2012 гг. — заместитель управляющего Агинского отделения социального страхования. Скончался после тяжёлой болезни в 2015 году.
29 февраля 2016 года в пгт Агинское установлена мемориальная доска в память о Г.Ц. Цэдашиеве. С 2018 года в посёлке проводится турнир по борьбе его имени.

## Награды и звания
- Заслуженный работник физической культуры Республики Бурятия[1].
- Кандидат в мастера спорта СССР по вольной борьбе.
- Чемпион зонального первенства Сибири и Дальнего Востока среди юношей, чемпион по тувинской национальной борьбе хуреш, чемпион Республики Бурятия, четырёхкратный чемпион окружного турнира памяти Базара Ринчино[1][7].

## Источник
- Кабак Н.П. Персоналии - История - XX — начало XXI вв. - Цэдашиев Г. Ц. Энциклопедия Забайкалья. Дата обращения: 17 октября 2017.